# روندی
روندی (به لاتین: Rønde) یک شهرک در دانمارک است که در Syddjurs Municipality واقع شده‌است. روندی ۲٫۲۲ کیلومتر مربع مساحت و ۳٬۰۳۰ نفر جمعیت دارد و ۵–۱۰۰ متر بالاتر از سطح دریا واقع شده‌است.

## خواهرخوانده
شهر گمینا خنچینه خواهرخواندهٔ روندی هست.